# Zwartberg
Zwartberg är en ort i Belgien.   Den ligger i provinsen Limburg och regionen Flandern, i den östra delen av landet, 80 km öster om huvudstaden Bryssel. Zwartberg ligger 81 meter över havet och antalet invånare är 3 785.
Terrängen runt Zwartberg är platt, och sluttar västerut. Runt Zwartberg är det ganska tätbefolkat, med 248 invånare per kvadratkilometer.. Närmaste större samhälle är Genk, 5,4 km söder om Zwartberg. 
Runt Zwartberg är det i huvudsak tätbebyggt.